# Arthur Wilson Adamson
Arthur Wilson Adamson (1919 — 2003) foi um químico estadunidense. É considerado um pioneiro em fotoquímica inorgânica.

## Obras selecionadas
- Concepts of Inorganic Photochemistry, Wiley & Sons Canada, Limited, John, ISBN 0-471-00795-1
- Physical Chemistry of Surfaces, Wiley & Sons, Incorporated, John, ISBN 0-471-00745-5
- A Textbook of Physical Chemistry, Cengage Learning, ISBN 0-12-044255-8
- Understanding Physical Chemistry, Stationery Office, The, ISBN 0-8053-0128-3